# カルロス・ヴィニシウス・ダ・ポーズ・アウヴェス・モライス
カルロス・ヴィニシウス（Carlos Vinícius，1995年3月25日 - ）は、ブラジル・マラニョン州出身のサッカー選手。グレミオFBPA所属。ポジションはFW。

## 経歴
ブラジルのマラニョン州生まれで、サントスFCのユースチーム出身である。2017年7月、ポルトガルのレアルSCにレンタル移籍し、初めてブラジル国外のクラブでプレーした。
2017年7月29日、タッサ・ダ・リーガのCFベレネンセス戦で移籍後初出場し、その試合でゴールを挙げた。8月6日、リーガプロのレイションイスSC戦で、移籍後リーグ戦初出場し、その試合でハットトリックを達成した。このシーズン、公式戦39試合で20得点を記録した。
2018年夏に、SSCナポリに移籍し、直後にリオ・アヴェFCにレンタル移籍した。
2019年1月30日、ASモナコにシーズン終了までのレンタルで移籍した。
2019年7月20日、SLベンフィカと5年契約を結んだ。移籍金は1700万ユーロ、契約解除金は1億ユーロに設定したことも併せて発表された。2019-20シーズンはリーグ戦で18得点を決め、メフディ・タレミ、ピッツィに並んでプリメイラ・リーガの得点王になった。
2020年10月2日、トッテナム・ホットスパーFCにレンタル移籍することが発表された。10月22日、ヨーロッパリーグのグループステージ第1節LASKリンツ戦で初出場・初先発を飾ると、2アシストの活躍で勝利に貢献。11月26日の第4節PFCルドゴレツ戦ではトッテナムでの初ゴールを含む2得点と1アシストを記録し、ヨーロッパリーグの週間最優秀選手に選出された。
2021年8月31日、PSVアイントホーフェンに買取オプション付きの2年レンタルで移籍した。
2022年9月1日、フラムFCに3年契約で加入。
2024年2月2日、ガラタサライSKにシーズン終了までのレンタルで移籍した。

## タイトル

### クラブ
SLベンフィカ
- スーペルタッサ・カンディド・デ・オリベイラ：2019

PSV
- KNVBカップ : 2021-22

### 個人
- プリメイラ・リーガ得点王：2019-20